# Liame
Em Lógica, um liame é um sinal alternativo que pode ser usado no lugar de variáveis quantificadas, a fim de evitar que estas sejam usadas tanto para denotar objetos do universo de discurso como para expressar quantificação, o que pode dar margem a confusões em instanciações mal feitas de variáveis por termos, quando ocorrências de variáveis originalmente livres passam a ser ligadas no resultado da instanciação.